# テイホー区
テイホー区（テイホーく、ベトナム語：Quận Tây Hồ / 郡西湖、「タイホ区」とも）は、ベトナムの首都ハノイ市に存在する区 (郡)。

## 行政
タイホ区は8の坊を管轄している。
- ブオイ（Bưởi / 𣘓）
- トゥイクエ（Thụy Khuê / 瑞圭）
- イエンフー（Yên Phụ / 安阜）
- トゥーリエン（Tứ Liên / 慈蓮）
- ニャットタン（Nhật Tân / 日新）
- クアンアン（Quảng An / 廣安）
- スアンラ（Xuân La / 春羅）
- フートゥオン（Phú Thượng / 富上）